# Лактація

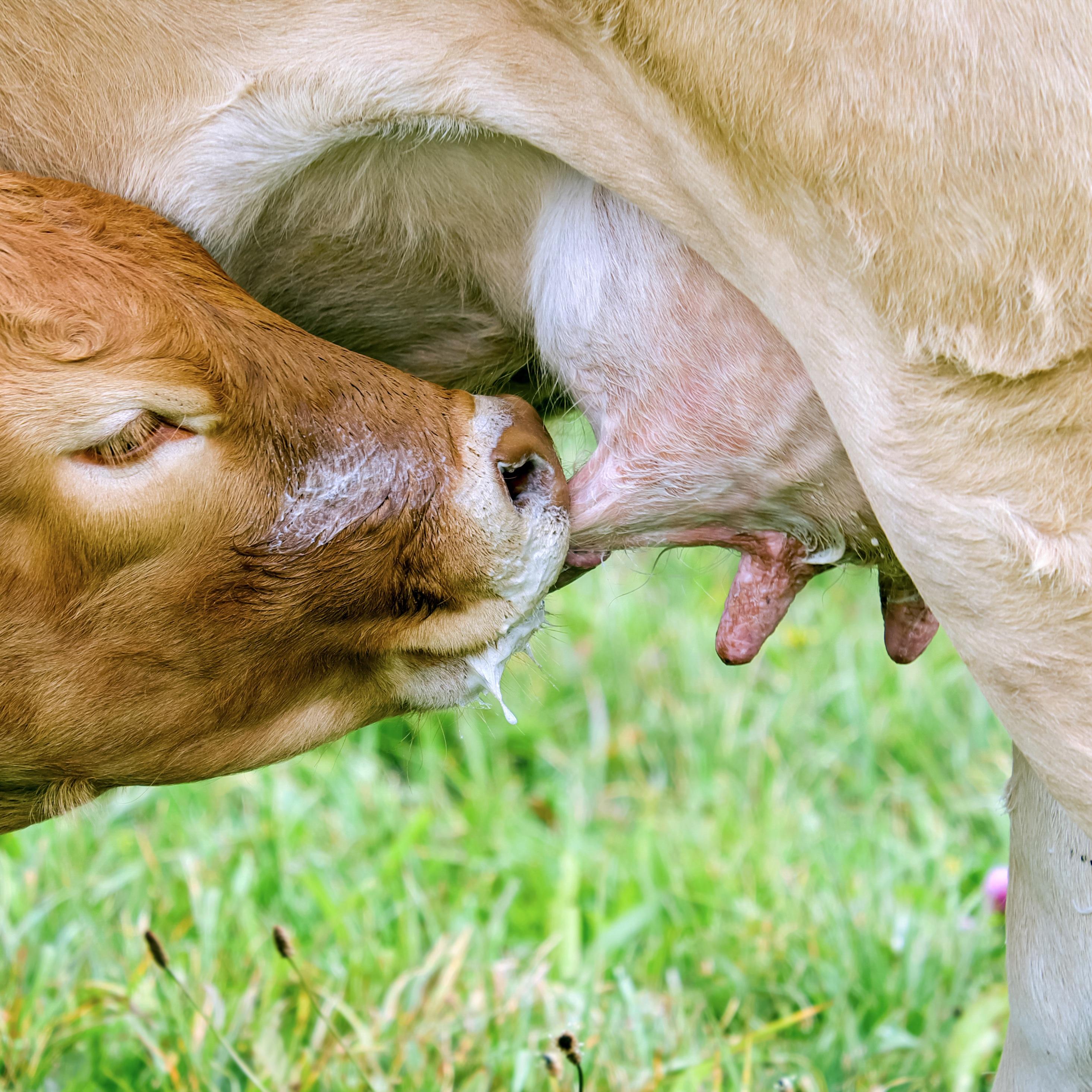
Лактація

Лакта́ція — це процес утворення та відведення молока з молочних залоз ссавців. Лактація складається з двох фаз: пролактинової, у процесі якої спеціальні клітини синтезують молоко, та окситоцинової, у процесі якої молоко молочними протоками надходить до молочних синусів, де зберігається. Запускається та підтримується лактація за рахунок стимулювання чутливих нервових закінчень в ділянці соска та ареоли.
В процесі лактації хімічний склад молока змінюється, пристосовуючись до зростаючих потреб дитинчат. Крім того молоко має різний хімічний склад протягом доби і, навіть, протягом одного сеансу годування. Так спочатку молоко водянисте, майже прозоре, насичене переважно білками, вуглеводами та мінеральними речовинами і призначене для втамування спраги, в кінці годування — містить значну кількість жирів і ефективно втамовує голод.

## Лактація у людини
Лактація у людини починається виділенням молозива — рідини високої енергетичної цінності, з вмістом біологічно активних та захисних чинників, що забезпечує надійне пристосування новонародженої дитини до умов нового позаутробного існування та захист від цілої низки інфекцій. Під час вагітності в молочних залозах відбуваються зміни, які готують їх до продукування молока.
Протягом вагітності естрогени і прогестерон стимулюють ріст протоків і альвеолярної системи молочних залоз. Під впливом пролактину відбувається посилений приплив крові до молочних залоз, їх нагрубання (найвиразніше на третю добу після пологів). Оптимальний рівень інсуліну, тиреоїдних та адреналових гормонів відіграє вторинну роль у встановленні лактації. 
Молозиво з'являється на пізніх термінах вагітності у невеликих кількостях (1-2 мл), а після пологів його продукування значно зростає і є основною їжею новонародженого. Через два-три дні його замінює перехідне молоко, а через два тижні — зріле молоко. Кількість молозива невелика, в середньому 30 мл на добу, але енергетична цінність його така висока, що повністю задовольняє харчові потреби новонародженого.

## Переваги та незручності грудного вигодовування
Переваги: Грудне молоко — ідеальна їжа для новонародженого— безпечна, нешкідлива, містить антитіла, які допомагають захистити від багатьох поширених дитячих хвороб. Грудне молоко забезпечує немовляти всією необхідною енергією та поживними речовинами у перші місяці життя, а в другій половині першого року продовжує забезпечувати до половини або більше потреб дитини в харчуванні, а на другому році життя – до однієї третини.
- Легко засвоюється і повноцінно використовується організмом дитини.
- Захищає немовля від різноманітних інфекцій, алергічних реакцій і захворювань, сприяє формуванню власної системи імунітету.
- Забезпечує ріст і розвиток малюка завдяки наявності в жіночому молоці комплексу біологічно активних речовин (гормони, ферменти, ростові, імунні фактори тощо).
- Забезпечує емоційний контакт матері з малюком, основу правильної психологічної поведінки дитини в сім'ї та колективі, її соціалізацію. Сприяє інтелектуальному та пізнавальному розвитку.
- Захищає здоров'я матері — сприяє нормальному перебігу післяпологового періоду, здійснює профілактику виникнення мастопатії, пухлин молочної залози, матки та яєчників.
- Не потрібно витрачати гроші на штучні суміші, посуд для годування та додаткові ліки.
- Моделювання імунітету новонародженого за рахунок складу материнського молока.

Діти, які перебувають на грудному вигодовуванні, краще справляються з тестами на інтелект, рідше страждають надмірною вагою або ожирінням і менш схильні до діабету у старшому віці. У жінок, які годують груддю, також знижується ризик появи раку грудей та яєчників.

Незручності:
- Потребує постійної присутності матері, лише вона займається вигодовуванням дитини.
- Відсутність інформації про те, скільки з'їдає дитина.
- Обмеження матері в споживанні деяких харчових продуктів, що впливають на якість молока.
- Обмеження матері у вживанні деяких ліків.

Протипоказання:
- Вигодовування дітей грудним молоком протипоказане у випадку захворювання матері деякими хворобами (Наприклад: ВІЛ, Сифіліс)

## Добовий набір продуктів у період годування груддю
У сучасній доказовій медицині немає такого поняття як «спеціальна дієта» для жінки, яка готується стати мамою або годує груддю. Не потрібно дотримуватися спеціальної дієти, але важливо щодня їсти різноманітну їжу, щоб отримати правильний баланс поживних речовин, необхідних матері та дитині.
- М'ясо та м'ясні вироби 120 г. Риба — 100 г.
- Сир нежирний — 100 г. Яйця — 1 шт.
- Кефір та інші кисломолочні продукти — 200 г. Сметана — 30 г.
- Масло вершкове — 15 г. Олія — 30 г. Цукор, мед, варення — 60 г.
- Житній хліб — 100 г. Пшеничний хліб — 120 г.
- Борошняні вироби (здоба) — 120 г.
- Крупи і макаронні вироби — 60 г. Картопля — 200 г.
- Овочі (капуста, буряк, морква, гарбуз, кабачки тощо) — 500 г.
- Фрукти, ягоди — 300 г. Сік фруктовий, ягідний — 200 г. Горіхи — 3-4 шт.

Жінка, яка годує грудьми, повинна щоденно вживати близько 2 л рідини (з урахуванням всіх видів пиття — чай, компот, фруктові соки, молоко, овочеві відвари, настої тощо). Недопустимо в період годування груддю вживати алкогольні напої, каву або міцний чай. Потрібно уникати дуже жирної, гострої та копченої їжі. В будь-яку пору року щоденний раціон повинен містити багато овочів, фруктів, зелені, ягід (свіжих чи свіжозаморожених), соків чи вітамінізованих напоїв промислового виробництва для жінок, які годують.

## Лактаційний криз
У багатьох жінок, які годують (практично у 2/3), через 1-1,5 місяця після пологів спостерігається короткочасне зменшення об'єму лактації, що супроводжується відсутністю відчуття припливу молока (Лактаційна криза). У деяких жінок такі кризи відбуваються кілька разів. Якщо лактаційний криз своєчасно не розпізнати і не прикласти зусиль для збільшення лактації, то результатом, як правило, буде швидке згасання лактації і раннє переведення дитини на штучне вигодовування. Але, лактаційний криз — явище цілком оборотне, і при правильній тактиці об'єм молока швидко відновлюється.